# Football en Normandie
Le football en Normandie est apparu au XIXe siècle, importé par des marins anglais travaillant dans le port du Havre. Le football a pour ancêtre le jeu de soule, pratiqué pendant des siècles dans la région.
En 2014, la Normandie compte deux clubs de football professionnels, le Havre Athletic Club, vainqueur de la Coupe de France en 1959, et le Stade Malherbe Caen. Le football normand a cependant longtemps été dominé par un troisième club, le FC Rouen, vainqueur du championnat français en 1944-1945 et premier participant normand à une compétition européenne en 1968.

## Histoire

### La soule, l'ancêtre du football

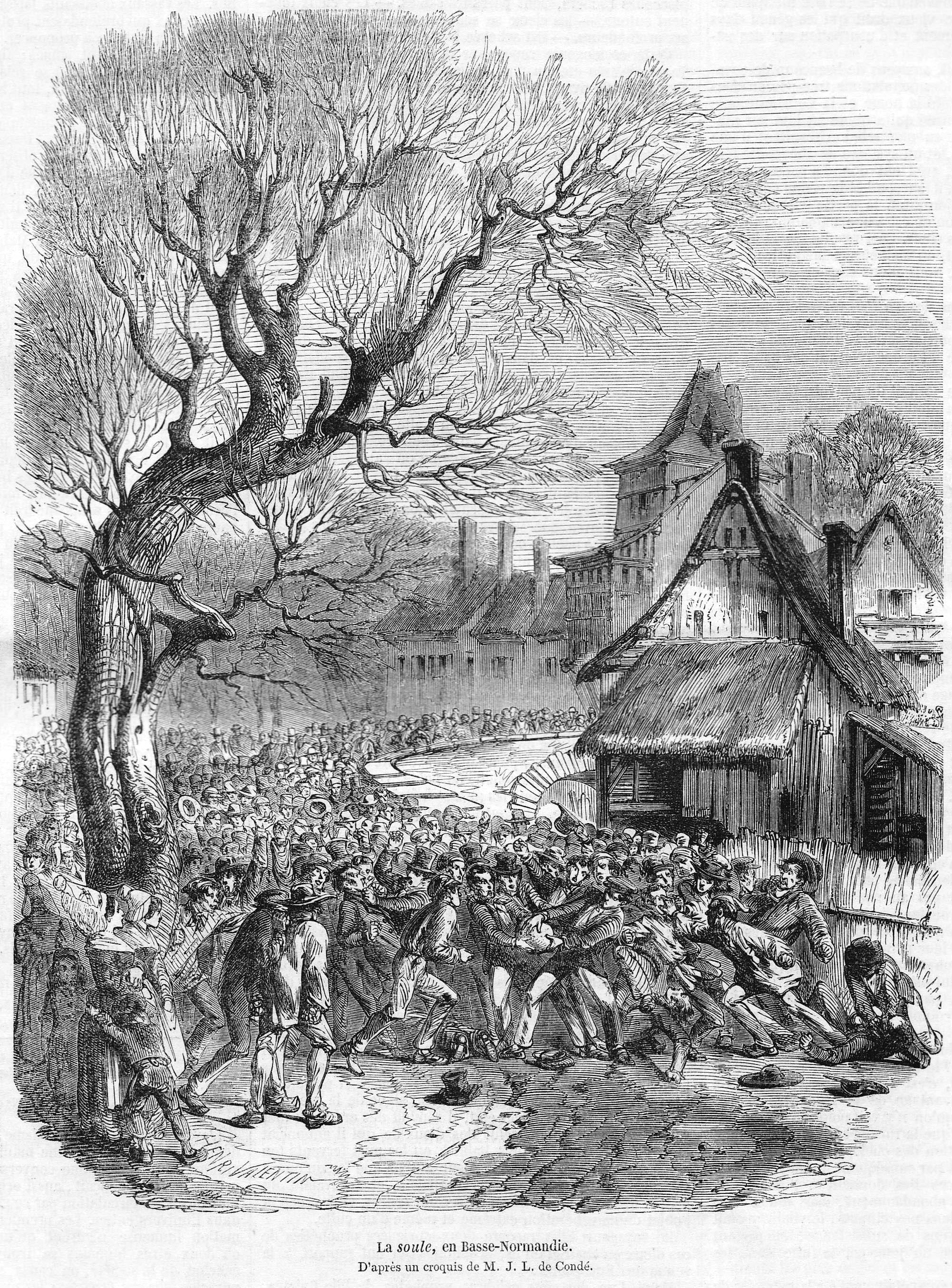
Soule en Normandie en 1852.

La soule est un jeu de ballon opposant deux équipes, pratiqué principalement dans l'ouest de la France et plus particulièrement en Normandie. Chaque équipe a un camp à défendre et doit attaquer le but situé dans le camp adverse, où il doit envoyer le ballon. Tous les coups sont permis, ce qui en fait un sport très violent, souvent interdit par les autorités.
Au XIe siècle, Guillaume le Conquérant introduit la soule en Angleterre à la suite de la conquête du pays. En 1314 le jeu est interdit à Londres, en raison du désordre qu'il entraine dans la cité. 
La soule est un divertissement organisé le plus souvent lors des fêtes de village. On s'y affrontait entre paroisses, corporations, familles ou clans selon les pays normands : 
- à Condé-sur-Noireau en 1370, une ordonnance de Charles V récompense le courage des habitants face aux bandes anglo-navarraises en autorisant une soule annuelle entre communes voisines ;
- à Avranches, la soule se joue le jour de Mardi gras sur les bords de la Sée par l'évêque d'Avranches et les chanoines, armés chacun d'une crosse. Le coup d'envoi est donné par la grosse cloche de la cathédrale ;
- à Mesnil-sous-Jumièges, le lancer de la soule, préalablement décorée et garnie de quelques écus, a lieu le jour de Noël. Elle est présidée par la dernière femme originaire de la commune mariée dans l'année ;
- à Rouen, la soule se joue à Pâques.

Tous les ans, la soule provoque des blessures, et parfois des morts. Pour cette raison, une ordonnance du comte d'Alençon interdit la soule en 1770.

### Les débuts du football en Normandie
La Normandie est l'une des premières régions françaises où est introduit le football. Ce sport est importé dans les années 1860 par les marins anglais du port du Havre. En 1872 est créé Le Havre Football Club, dont les membres jouent une combinaison entre le football et le rugby. Devenu Le Havre Athletic Club en 1884, le club ouvre une section football en 1894. Le club s'impose rapidement comme l'un des meilleurs clubs français, en remportant le championnat de France USFSA en 1899 et 1900 puis, cette même année, le Challenge international du Nord, première compétition européenne de football.

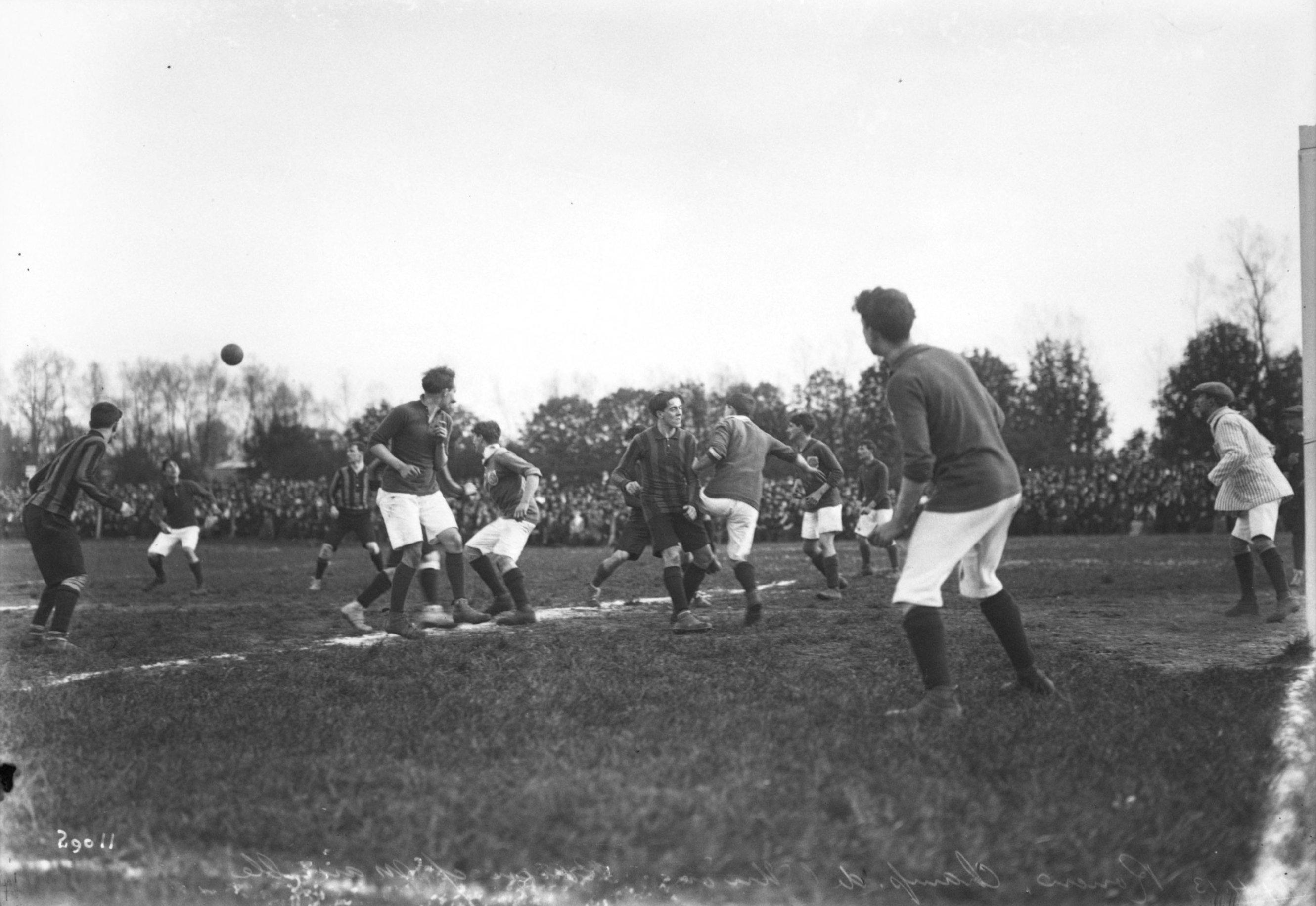
Finale du championnat de France U.S.F.S.A. 1913 entre le FC Rouen et le SH Marseille.

En décembre 1899, le Comité de la Manche est créé à Caen, dans le but d'organiser la pratique d'une trentaine de sports. Il est remanié dès l'année suivante en Comité du Nord-Ouest, qui ne couvre pas tout à fait la Normandie (il intègre la Somme et exclut l'Orne, qui est intégré au comité Beauce et Maine). Des compétitions régionales se mettent en place, le titre de champion régional permettant notamment au vainqueur de disputer le championnat de France USFSA. Jusqu'à la guerre, le titre de champion régional de Haute-Normandie se joue entre les clubs havrais, particulièrement Le Havre AC (huit titres), et le FC Rouen (quatre titres). Le titre de champion de Basse-Normandie se dispute lui entre les clubs caennais, notamment le Club Malherbe caennais (cinq titres), et l'AS Trouville-Deauville. 
Après la guerre, un groupe de dirigeant chargé par la toute jeune Fédération française de football provoque une assemblée des clubs normands, afin qu'ils rejoignent la FFF. Six clubs sont présents à l'assemblée et trois adhèrent : l'AS Trouville-Deauville, le SM caennais et l'AG Caen. C'est la naissance de la Ligue de Normandie de football, dont Albert Lebas est le premier président. Le nombre de clubs membres augmente rapidement ; en juin 1920 on en compte 35. 
Le football régional connaît à cette époque une grosse expansion : de 12 clubs et 250 joueurs en 1914, il passe à 75 clubs et 1800 joueurs dix ans plus tard. La ligue en reforme les compétitions : tout d'abord, elle crée trois districts (Haute-Normandie, Basse-Normandie et Eure, ce dernier devenant Normandie centrale en 1923). La Ligue parvient à intégrer les clubs de l'Orne à ses districts, ainsi que ceux de l'arrondissement de Dreux, adversaires réguliers des clubs ornais.

### Clubs emblématiques
(janvier 2012).
- Le Havre AC
- FC Rouen
- Stade Malherbe Caen
- US Quevilly
- AS Cherbourg

...

### Joueurs emblématiques
(janvier 2012).
- Robert Accard (international français, champion de France)
- Bernard Antoinette (international français)
- René Bihel (international français, champion de France, vainqueur de la Coupe de France, meilleur buteur du championnat de France)
- Maurice Blondel (international français, champion de France)
- Jean-Luc Buisine (champion d'Europe espoir)
- Marcel Bure (international français)
- Jean-Louis Buron (international français)
- Jacques Canthelou (international français)
- Désiré Carré (international français, champion de France, vainqueur de la Coupe de France)
- Christophe Cocard (international français, champion de France, vainqueur de la Coupe de France)
- Jean-Charles Denoyers (champion d'Europe des -19 ans)
- Vikash Dhorasoo (international français, champion de France, vainqueur de la Coupe de France, finaliste de la Coupe du monde)
- Fabrice Divert (international français)
- Jean-Luc Dogon (international français, champion d'Europe espoir)
- Yvon Douis (international français, champion de France, vainqueur de la Coupe de France)
- Julien Faubert(international français)
- René Fenouillère (international français, premier français à jouer pour le FC Barcelone)
- Raymond Frémont (international français, champion de France)
- Daniel Horlaville (international français, dernier amateur à jouer en équipe de France)
- Patrice Lecornu (international français)
- Bernard Lenoble (international français)
- André Lerond (international français, 3e de la coupe du monde)
- André Leroux (international français)
- Graeme Le Saux (international anglais)
- Matthew Le Tissier (international anglais)
- Marceau Lherminé (international français)
- Bernard Mendy (international français, champion d'Europe des -19 ans, vainqueur de la coupe de France)
- Frédéric Née (international français, champion de France)
- Jean Nicolas (international français, meilleur buteur du championnat de France)
- Emmanuel Petit (international français, champion du Monde et d'Europe, champion de France et d'Angleterre, vainqueur de la Coupe de France et d'Angleterre)
- Fabrice Picot (international français, champion de France)
- Marcel Pinel (international français)
- Philippe Redon (international français)
- Albert Rénier (international français, champion de France)
- Patrice Rio (international français, champion de France, vainqueur de la coupe de France)
- Didier Simon (international français)
- Jacky Simon (international français, champion de France, meilleur buteur du championnat de France)
- Mohamed Sissoko (international malien, vainqueur de la coupe UEFA et d'Angleterre, champion d'Espagne)
- Pierre Six (international français, mort lors de la première guerre mondiale)
- David Trezeguet (international français, champion du Monde et d'Europe, champion de France et d'Italie, meilleurs buteurs des championnats de France et d'Italie)
- Franck Dumas (international français, champion de France)
- Ousmane Dembélé (international français, champion du Monde, champion d'Espagne, vainqueur de la Coupe de d'Allemagne et d'Espagne)

## Organisation
En 1980, une scission divise la ligue de Normandie en deux ligues réparties géographiquement entre la Haute (qui conserve l'appellation ligue de Normandie) et la Basse-Normandie (devenue la ligue de Basse-Normandie). 
Les deux ligues organisent dorénavant leurs propres compétitions.